# Хем Тхон Понлоу
Хем Тхон Понлоу (англ. Hem Thon Ponloeu, 26 января 1990, Пномпень, Государство Камбоджа) — камбоджийский пловец. Участвовал в летних Олимпийских играх 2008 и 2012 годов.

## Биография
Хем Тхон Понлоу родился 26 января 1990 года в камбоджийском городе Пномпень.
В 2008 году вошёл в состав сборной Камбоджи на летних Олимпийских играх в Пекине. Выступал в плавании на 50 метров вольным стилем. В предварительном заплыве показал 79-й результат (27,39 секунды) и не попал в число 16 участников полуфинала, уступив 5,39 секунды худшему из квалифицировавшихся — Николасу Сантосу из Бразилии.
В 2010 году на летних Азиатских играх в Гуаньчжоу занял 38-е место на 50-метровке вольным стилем.
В 2012 году вошёл в состав сборной Камбоджи на летних Олимпийских играх в Лондоне. Выступал в плавании на 50 метров вольным стилем. В предварительном заплыве показал 48-й результат (27,03) и не попал в число 16 участников полуфинала, уступив 4,81 секунды худшему из квалифицировавшихся — Норберту Трандафиру из Румынии.

## Семья
Происходит из семьи пловцов. Отец Хем Тхон (1943—2015) также занимался плаванием, в 1959 и 1962 годах участвовал в Играх Юго-Восточной Азии. Брат Хем Лумпхат (1976—2020) выступал на летних Олимпийских играх 1996 года, брат Хем Кири (род. 1980) — на летних Олимпийских играх 2000 и 2004 годов, сестра Хем Раксмей (род. 1983) — на летних Олимпийских играх 1996 и 2000 годов. Племянница Хем Тхон Понлоу и дочь Хем Лумпхата Хем Тхон Витини (род. 1993) участвовала в летних Олимпийских играх 2008, 2012 и 2016 годов.